# Liste der Regierungschefs von Dschibuti
Dies ist die Liste der Premierminister von Dschibuti seit der Unabhängigkeit von Frankreich 1957.
| #   | Porträt | Name                      | Amtszeit                            | Partei |
| --- | ------- | ------------------------- | ----------------------------------- | ------ |
| 1   |         | Mahmoud Harbi             | 1957 bis Dezember 1958              | PMP    |
| 2   |         | Hassan Gouled Aptidon     | Dezember 1958 bis April 1959        | PMP    |
| 3   |         | Ahmed Dini Ahmed          | April 1959 bis Juni 1960            | LPAI   |
| 4   |         | Ali Aref Bourhan          | Juni 1960 bis 1966                  | UNI    |
| 5   |         | Abdallah Mohamed Kamil    | 1966 bis 1967                       | RDA    |
| (4) |         | Ali Aref Bourhan          | 7. Juli 1967 bis 29. Juli 1976      | UNI    |
| (5) |         | Abdallah Mohamed Kamil    | 29. Juli 1976 bis 18. Mai 1977      | RDA    |
| (2) |         | Hassan Gouled Aptidon     | 18. Mai 1977 bis 27. Juni 1977      | RPP    |
| (2) |         | Hassan Gouled Aptidon     | 27. Juni 1977 bis 12. Juli 1977     | RPP    |
| 6   |         | Ahmed Dini Ahmed          | 12. Juli 1977 bis 5. Februar 1978   | RPP    |
| (5) |         | Abdallah Mohamed Kamil    | 5. Februar 1978 bis 2. Oktober 1978 | RPP    |
| 7   |         | Barkat Gourad Hamadou     | 2. Oktober 1978 bis 7. März 2001    | RPP    |
| 8   |         | Dileita Mohamed Dileita   | 7. März 2001 bis 1. April 2013      | RPP    |
| 9   |         | Abdoulkader Kamil Mohamed | seit 1. April 2013                  | RPP    |